# An–148
Az An–148 az ukrán Antonov tervezőiroda kis hatótávolságú, regionális utasszállító repülőgépe. Sorozatgyártását a kijevi Antonov repülőgépgyár repülőgépgyár és az oroszországi Voronyezsi Repülőgépgyár végzi. Első üzemeltetője az ukrán AeroSzvit légitársaság.

## Története
A gép fejlesztése az 1990-es évek elején kezdődött Petro Balabujev főkonstruktőr irányításával. Az Antonov tervezőiroda a kisebb forgalmú repülőjáratokra akart létrehozni egy 70–80 személyes utasszállító gépet. Az egyik koncepció a légcsavaros gázturbinás An–140-es nagyobb változata volt, ezt azonban elvetették. Helyette egy sugárhajtású gép koncepcióját fogadták el, amely az An–74-es módosított változatán, az 1990-es évek végén Kijevben már fejlesztés alatt lévő An–74TK–300-as gépen alapult. Az új gép lényegében ennek az aerodinamikai elrendezését és konstrukcióját követi, de az utasszállító funkció érdekében a törzset meghosszabbították, a farokrészt áttervezték, és módosították a szárnyat is.

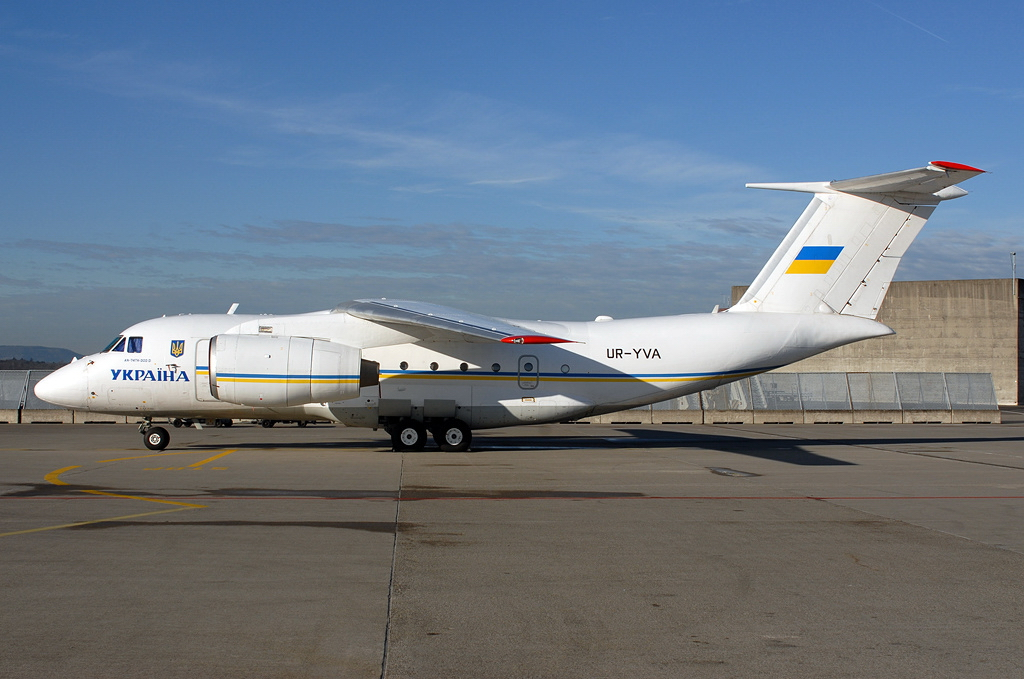
A fejlesztés alapjául szolgáló An–74TK–300 az Ukrajina légitársaság színeiben

Az első három prototípus építését 2002 márciusában kezdték el a Kijevi repülőgépgyárban. 2003-ban a Harkivi Repülőgépgyárban és a Voronyezsi Repülőgépgyárban is elkezdték a sorozatgyártás előkészítését. 2004 októberében készült el az első repülőképes prototípus, mellyel 2004. december 17-én hajtották végre az első felszállást a Szvjatosini repülőtérről.

## Balesetek
- 2011. március 5-én Oroszországban, a Belgorodi terület fölött az átadás előtti tesztrepülést végző, a Voronyezsi Repülőgépgyár tulajdonában lévő, 61708 ideiglenes lajstromszámot viselő, a mianmari légierő számára gyártott An–148–100E változatú gép lezuhant, a hatfős személyzetből mindenki életét vesztette.[2][3]
- 2018. február 11-én a Saratov Airlines 6W703-as járatát repülő Orszkba tartó RA-61704 lajstromjelű gépe a moszkvai Domogyedovó repülőtérről történt felszállás után mindössze néhány perccel lezuhant. Roncsait Argunovo település közelében találták meg.  A gép Orszk városába indult 71 emberrel, 65 utassal és hatfőnyi személyzettel a fedélzeten, senki nem élte túl a katasztrófát.[4] A katasztrófát a személyzet hibája okozta, nem kapcsolták be a Pitot-cső fűtését.

## Típusváltozatai
- An–148–100A – 70–80 fő utas szállítására alkalmas, 2000–3000 km hatótávolságú repülőgép,
- An–148–100V – Az A-változat 3600 km-re növelt hatótávolságú, 70–85 utas szállítására alkalmas változata.
- An–148–100E – Az A-változat 5000 km hatótávolságú változata (terv)
- An–158 – Növelt törzshosszú, 99 utas szállítására alkalmas változat. Kezdetben An–148–200 volt a típusjele.
- An–178 – Az An–158-on alapuló katonai szállító repülőgép.

## Műszaki adatok (An–148–100A)

### Tömeg- és méretadatok
- Fesztáv: 28,91 m
- Hossz: 29,13 m
- Magasság: 8,19 m
- Szárnyfelület: 87,32 m²
- Üres tömeg:
- Maximális felszálló tömeg: 38 550 kg
- Maximális terhelés: 9000 kg

### Hajtóművek
- Száma: 2 db
- Típusa: D–436–148 kétáramú gázturbinás sugárhajtómű
- Maximális tolóerő: 67 kN

### Repülési adatok
- Gazdaságos utazósebesség: 800–870 km/h között
- Szolgálati csúcsmagasság: 12 200 m
- Hatótávolság: 2100 km (maximális terheléssel)
- Felszállási úthossz: 1560 m (maximális terheléssel)

## Hasonló repülőgépek
- BAe 146
- Szuhoj Superjet 100
- Tu–334
- ARJ21